# ОШ „Краљ Александар I” Пожаревац
ОШ „Краљ Александар I” се налази у Пожаревцу, у улици Симе Симића број 3. Школа носи назив по регенту и краљу Краљевине Србије и Краљевине Југославије, Александру I Карађорђевићу.

## Историјат
Први подаци о зидању Основне школе „Краљ Александар I“ датирају с почетка 1937. године. Школа је свечано отворена на Видовдан 1939. године. Прво пуно име школе било је „Основна школа Витешког Краља Александра I Ујединитеља”. У току Другог светског рата школа под истим именом у прекидима обавља наставни рад, с обзиром на то да је окупатор, за потребе немачке управе, на неко време реквирирао целу школску зграду. По завршетку рата школа неко време нема име и у документима се јавља само као „Школа број 3”. Извештаји из тог периода сведоче да је „Школа број 3” имала најбоље услове за рад и да је најмодерније и најбоље опремљена школа у граду. На почетку школске 1948/49. школа добија име Основна школа „Вељко Дугошевић” по народном хероју из Другог светског рата. Под тим именом школа ће радити све до 21. јануара 2002. године, када поново добија своје прво име „Краљ Александар I”.

## О школи
Попут четири друге школе са истим називом у Србији, припада Асоцијацији основних школа „Краљ Александар I”, основаној 2007. године, уз подршку Александра II. Циљ асоцијације је да се у међусобној комуникацији ученици и наставници упознају, размењују искуства и унапређују живот школа и наставничке професије. Школа поседује кабинет за информатику, библиотеку, две фискултурне сале, школску трпезарију, зубну амбуланту и продужени боравак. У оквиру школе се одвијају и ваннаставне активности: ликовне, литерарне, историјске, фолклорне секције као и спортске активности: фудбал, одбојка, кошарка и атлетика.
Школа свој дан обележава у оквиру манифестације „Краљевски дани” која се традиционално одржава од 2004. године. Директор школе је Горан Сегер.